# Donato servitano
Donato fue un monje del siglo VI, fundador y abad del monasterio servitano.
Según las fuentes contemporáneas, el Chronicon de Juan de Biclaro que lo menciona como floreciente en el año 571, y el De viris illustribus de San Ildefonso, en el que se traza brevemente su biografía, 
Donato era monje en la zona bizantina del norte de África (probablemente en Numidia), y hacia el año 565, cuando los cristianos empezaron a ser perseguidos por los vándalos arrianos, se trasladó al reino visigodo de Toledo llevando consigo setenta monjes y gran cantidad de libros. Una mujer noble llamada Minicea les asistió, ayudándoles a fundar el monasterio servitano; la ubicación de este monasterio se desconoce: se ha especulado con que estuviera cerca de Játiva o de Ercávica. 
Donato fue el primero en introducir en tierras ibéricas una regla monástica común a todos los monjes del cenobio, pues hasta entonces la costumbre había sido que cada uno siguiera individualmente la disciplina impuesta por el superior eclesiástico. 
Se desconoce la fecha de su muerte, pero fue anterior al año 584, en el que ya consta Eutropio como su sucesor en la abadía; tuvo fama de santidad, aunque no fue canonizado oficialmente.
No debe confundirse con el llamado pseudo-Donato, autor literario inexistente basado en el personaje real: en el siglo XVII, en el contexto de la literatura de los falsos cronicones, Lorenzo Mateu y Sanz compuso un libro titulado "Vida y martirio del glorioso español San Lorenzo", presentándolo como una traducción de los escritos que supuestamente dejó San Donato;  
la falsedad de esta obra quedó convincentemente demostrada a lo largo de los años siguientes, 
aunque a principios del siglo XXI todavía había quien le daba crédito. 
Otros autores le atribuyeron erróneamente la Regula ad virgines, que parece ser de Cesáreo de Arlés.